# Pyrostria ampijoroensis
Pyrostria ampijoroensis là một loài thực vật có hoa trong họ Thiến thảo. Loài này được (Arènes) Razafim., Lantz & B.Bremer mô tả khoa học đầu tiên năm 2007.